# Victoria II
Victoria II (укр. Вікторія II) — відеогра в жанрі глобальної стратегії, розроблена та опублікована шведською компанією Paradox Interactive, є сиквелом (продовженням) минулої частини, Victoria: An Empire Under the Sun. Компанія анонсувала вихід гри 19 серпня 2009 року. Реліз для Microsoft Windows відбувся 13 серпня 2010 року, а версія для MacOS вийшла 17 вересня того ж року.

## Ігровий процес
У Victoria II гравець керує однією з понад 200-ти країн світу, охоплюючи період з 1836 по 1936 роки. У грі є ряд інструментів, з допомогою яких можна зручніше керувати економікою, дослідженнями, внутрішньою політикою, дипломатією, армією й флотом тощо.
На відміну від першої частини розробники зробили гру більш нелінійної, менш залежною від реальних історичних подій.

## Доповнення
Всього після випуску відеогри було випущено два повноцінних доповнення (A House Divided — 2 лютого 2012; Heart of Darkness — 16 квітня 2013), та десятки косметичних додаткових комплектів та розширень.